# دانشگاه نانجینگ

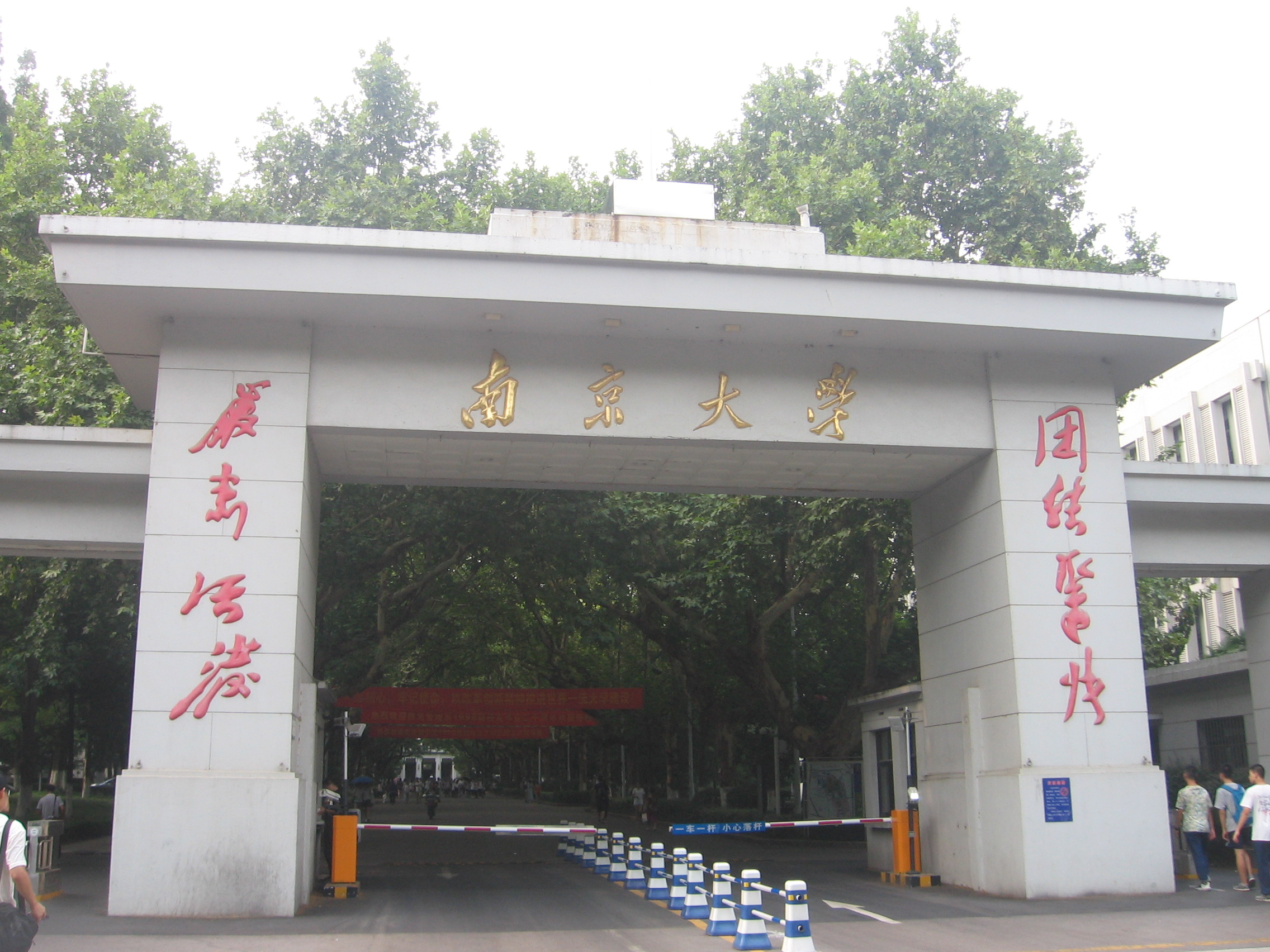
دانشگاه نانجینگ

دانشگاه نانجینگ یک دانشگاه دولتی در نانجینگِ استانِ جیانگسوی چین و یکی از اعضای اتحادیه سی ۹ است.
دانشکدهٔ ادبیات این دانشگاه از کهن‌ترین و مهم‌ترین مراکز زبان و ادبیات چینی و نخستین آموزشگاهی است که در این رشته گواهینامهٔ دکتری صادر کرده است. کتابخانه دانشگاه نانجینگ از مهم‌ترین مخازن مخطوطات چینی دنیا به شمار می‌رود.